# De Slimste Mens ter Wereld 2017
De Slimste Mens ter Wereld 2017 was het vijftiende seizoen van de Belgische televisiequiz De Slimste Mens ter Wereld, uitgezonden op de Vlaamse commerciële zender VIER. De quiz werd gepresenteerd door Erik Van Looy. Het seizoen werd gewonnen door Xavier Taveirne.

## Kandidaten

### Alle deelnemers
De quiz werd uitgezonden van maandag tot en met donderdag en duurde in totaal tien weken, waaronder op het einde twee finaleweken. Elke aflevering namen drie kandidaten het tegen elkaar op, waarbij de verliezer in de volgende aflevering telkens vervangen werd door een nieuwe kandidaat. Hieronder de 34 kandidaten voor dit seizoen:
| Naam                    | Deelnames | Gewonnen |
| ----------------------- | --------- | -------- |
| Bill Barberis           | 5         | 1        |
| Kristof Calvo           | 3         | 1        |
| Thibault Christiaensen  | 6         | 1        |
| Jean-Marie Dedecker     | 1         | 0        |
| Jens Dendoncker         | 3         | 0        |
| Dominique Deruddere     | 1         | 0        |
| Sean Dhondt             | 1         | 0        |
| Joke Emmers             | 2         | 1        |
| Evi Hanssen             | 2         | 0        |
| Dalilla Hermans         | 9         | 5        |
| Herr Seele              | 1         | 0        |
| Isolde Lasoen           | 1         | 0        |
| Frances Lefebure        | 3         | 1        |
| Katrin Lohmann          | 2         | 0        |
| Xavier Malisse          | 1         | 0        |
| Sammy Mahdi             | 3         | 1        |
| Linde Merckpoel         | 4         | 3        |
| Élodie Ouédraogo        | 3         | 2        |
| Filip Peeters           | 4         | 3        |
| Magaly Rodriguez Garcia | 2         | 1        |
| Barbara Sarafian        | 5         | 1        |
| Björn Soenens           | 4         | 1        |
| Bart Somers             | 1         | 0        |
| Xavier Taveirne         | 6         | 5        |
| Dina Tersago            | 4         | 0        |
| Evi Van Acker           | 1         | 0        |
| Chris van der Ende      | 1         | 0        |
| Stijn Van de Voorde     | 1         | 0        |
| Tijs Vanneste           | 3         | 1        |
| Rob Vanoudenhoven       | 1         | 0        |
| Bartel Van Riet         | 2         | 0        |
| Lynn Van Royen          | 1         | 0        |
| Heidi Van Tielen        | 1         | 0        |
| Goedele Wachters        | 8         | 4        |

| Kleurlegenda                     |
| -------------------------------- |
| Geplaatst voor de finaleweken.   |
| Speelt verder in de finaleweken. |

### Finaleweken
In de laatste twee weken van het seizoen keerden de acht beste kandidaten terug in volgorde van het aantal afleveringen dat zij hadden weten te overleven. Hieronder de deelnemers aan de finaleweken:
| Terugkeer   | Naam                   | Deelnames | Gewonnen | Eindrank |
| ----------- | ---------------------- | --------- | -------- | -------- |
| 8           | Dalilla Hermans        | 1         | 0        | Brons    |
| 7           | Goedele Wachters       | 2         | 0        | Zilver   |
| 6           | Xavier Taveirne        | 3         | 3        | Goud     |
| 5           | Thibault Christiaensen | 1         | 0        | 6e       |
| 4           | Bill Barberis          | 1         | 0        | 7e       |
| 3           | Barbara Sarafian       | 1         | 0        | 8e       |
| 2           | Filip Peeters          | 6         | 3        | 4e       |
| 1           | Linde Merckpoel        | 1         | 0        | 10e      |
| Speelt door | Joke Emmers            | 6         | 2        | 5e       |
| Speelt door | Sammy Mahdi            | 2         | 0        | 9e       |

## Afleveringen
| Afl         | Datum            | Winnaar aflevering      | Winnaar eindspel       | Verliezer eindspel      |
| ----------- | ---------------- | ----------------------- | ---------------------- | ----------------------- |
| 1           | 16 oktober 2017  | Goedele Wachters        | Bartel Van Riet        | Rob Vanoudenhoven       |
| 2           | 17 oktober 2017  | Tijs Vanneste           | Goedele Wachters       | Bartel Van Riet         |
| 3           | 18 oktober 2017  | Goedele Wachters        | Tijs Vanneste          | Dominique Deruddere     |
| 4           | 19 oktober 2017  | Frances Lefebure        | Goedele Wachters       | Tijs Vanneste           |
| 5           | 23 oktober 2017  | Goedele Wachters        | Frances Lefebure       | Sean Dhondt             |
| 6           | 24 oktober 2017  | Goedele Wachters        | Dalilla Hermans        | Frances Lefebure        |
| 7           | 25 oktober 2017  | Dalilla Hermans         | Goedele Wachters       | Xavier Malisse          |
| 8           | 26 oktober 2017  | Dalilla Hermans         | Jens Dendoncker        | Goedele Wachters        |
| 9           | 30 oktober 2017  | Dalilla Hermans         | Jens Dendoncker        | Stijn Van de Voorde     |
| 10          | 31 oktober 2017  | Magaly Rodriguez Garcia | Dalilla Hermans        | Jens Dendoncker         |
| 11          | 1 november 2017  | Dalilla Hermans         | Bill Barberis          | Magaly Rodriguez Garcia |
| 12          | 2 november 2017  | Bill Barberis           | Dalilla Hermans        | Heidi Van Tielen        |
| 13          | 6 november 2017  | Dalilla Hermans         | Bill Barberis          | Herr Seele              |
| 14          | 7 november 2017  | Élodie Ouédraogo        | Bill Barberis          | Dalilla Hermans         |
| 15          | 8 november 2017  | Élodie Ouédraogo        | Björn Soenens          | Bill Barberis           |
| 16          | 9 november 2017  | Björn Soenens           | Katrin Lohmann         | Élodie Ouédraogo        |
| 17          | 13 november 2017 | Filip Peeters           | Björn Soenens          | Katrin Lohmann          |
| 18          | 14 november 2017 | Filip Peeters           | Dina Tersago           | Björn Soenens           |
| 19          | 15 november 2017 | Filip Peeters           | Dina Tersago           | Jean-Marie Dedecker     |
| 20          | 16 november 2017 | Thibault Christiaensen  | Dina Tersago           | Filip Peeters           |
| 21          | 20 november 2017 | Linde Merckpoel         | Thibault Christiaensen | Dina Tersago            |
| 22          | 21 november 2017 | Linde Merckpoel         | Thibault Christiaensen | Chris van der Ende      |
| 23          | 22 november 2017 | Linde Merckpoel         | Thibault Christiaensen | Isolde Lasoen           |
| 24          | 23 november 2017 | Kristof Calvo           | Thibault Christiaensen | Linde Merckpoel         |
| 25          | 27 november 2017 | Barbara Sarafian        | Kristof Calvo          | Thibault Christiaensen  |
| 26          | 28 november 2017 | Xavier Taveirne         | Barbara Sarafian       | Kristof Calvo           |
| 27          | 29 november 2017 | Xavier Taveirne         | Barbara Sarafian       | Evi Van Acker           |
| 28          | 30 november 2017 | Xavier Taveirne         | Barbara Sarafian       | Lynn Van Royen          |
| 29          | 4 december 2017  | Xavier Taveirne         | Evi Hanssen            | Barbara Sarafian        |
| 30          | 5 december 2017  | Xavier Taveirne         | Sammy Mahdi            | Evi Hanssen             |
| 31          | 6 december 2017  | Joke Emmers             | Sammy Mahdi            | Xavier Taveirne         |
| 32          | 7 december 2017  | Sammy Mahdi             | Joke Emmers            | Bart Somers             |
| Finaleweken |                  |                         |                        |                         |
| 33          | 11 december 2017 | Joke Emmers             | Sammy Mahdi            | Linde Merckpoel         |
| 34          | 12 december 2017 | Filip Peeters           | Joke Emmers            | Sammy Mahdi             |
| 35          | 13 december 2017 | Joke Emmers             | Filip Peeters          | Barbara Sarafian        |
| 36          | 14 december 2017 | Filip Peeters           | Joke Emmers            | Bill Barberis           |
| 37          | 18 december 2017 | Filip Peeters           | Joke Emmers            | Thibault Christiaensen  |
| 38          | 19 december 2017 | Xavier Taveirne         | Filip Peeters          | Joke Emmers             |
| 39          | 20 december 2017 | Xavier Taveirne         | Goedele Wachters       | Filip Peeters           |
| Finale      | Finale           | Slimste Mens            | Verliezer eindspel     | Verliezer aflevering    |
| 40          | 21 december 2017 | Xavier Taveirne         | Goedele Wachters       | Dalilla Hermans         |

## Jury
De jury bestaat uit twee juryleden. Dit is een combinatie van twee vaste juryleden, ofwel één vast jurylid vergezeld van een gastjurylid dat aan de rechterkant plaatsneemt.
| Jurylid               | Afleveringen                         |
| --------------------- | ------------------------------------ |
| Philippe Geubels      | 1, 2, 13, 14, 17, 18, 23, 24, 27, 28 |
| Jan Jaap van der Wal  | 7, 8, 11, 12, 23, 24, 33, 34, 37, 38 |
| Jeroom Snelders       | 1, 6, 11, 14, 26, 28, 34, 40         |
| Marc-Marie Huijbregts | 3, 4, 21, 22, 31, 32                 |
| Jonas Geirnaert       | 5, 9, 16, 26, 31, 40                 |
| Bart Cannaerts        | 10, 15, 22, 25, 30, 36               |
| Karen Damen           | 2, 16, 20, 32, 37                    |
| Stefaan Degand        | 5, 17, 29, 35, 39                    |
| Wim Helsen            | 6, 9, 21, 27, 36                     |
| Sven De Leijer        | 7, 19, 25, 33, 39                    |
| Gastjurylid           | Afleveringen                         |
| Maaike Cafmeyer       | 3, 13, 29                            |
| Sam Gooris            | 4, 12, 30                            |
| Rik Verheye           | 8, 35                                |
| Adriaan Van den Hoof  | 15, 19                               |
| James Cooke           | 20, 38                               |
| Pedro Elias           | 10                                   |
| Jandino Asporaat      | 18                                   |

## Bijzonderheden
- Eén van de deelnemers die al het langst was aangekondigd, was Johan Boskamp. Hij zou één van de drie kandidaten in de eerste aflevering zijn. Twee weken voor het begin van de quiz raakte echter bekend dat hij niet zou deelnemen omwille van gezondheidsredenen. Dit was al de tweede keer dat hij een deelname afzegde. Boskamp werd vervangen door Dominique Deruddere, die wel pas in de derde aflevering aantrad.
- Filip Peeters werd de vijfde kandidaat in de geschiedenis van het spel die zijn prestatie van de voorrondes (vier afleveringen en drie overwinningen) kon verbeteren in de finaleweken (zes afleveringen en drie overwinningen).
- Joke Emmers werd de eerste kandidaat ooit die rechtstreeks moest verder spelen na de voorrondes en de tweede finaleweek wist te behalen. Zij hield het in totaal acht afleveringen en drie overwinningen vol en deed daarmee beter dan Joris Hessels die het in seizoen 14 vier afleveringen in de finaleweken kon uithouden als doorspeler. Doordat Emmers in de finaleweken nog zes afleveringen kon blijven zitten, wist zij haar prestatie van in de voorronde te verdriedubbelen.
- In het promotiefilmpje en de promotiefoto's die VIER gebruikte ter aankondiging van het seizoen werd de quiz gepositioneerd als "De hoogmis van de quiz". Het promotiefilmpje speelde zich zogezegd af in het Vaticaan met Erik Van Looy als paus en de vaste juryleden als kardinalen. De kandidaten werden daarin voorgesteld als heiligen. Opmerkelijk was dat één jurylid, Philippe Geubels, niet in het promotiefilmpje of de promotiefoto's voorkwam omwille van een exclusiviteitscontract dat hij had afgesloten met de openbare omroep één.[1]